# Jan van Oort (1867-1938)

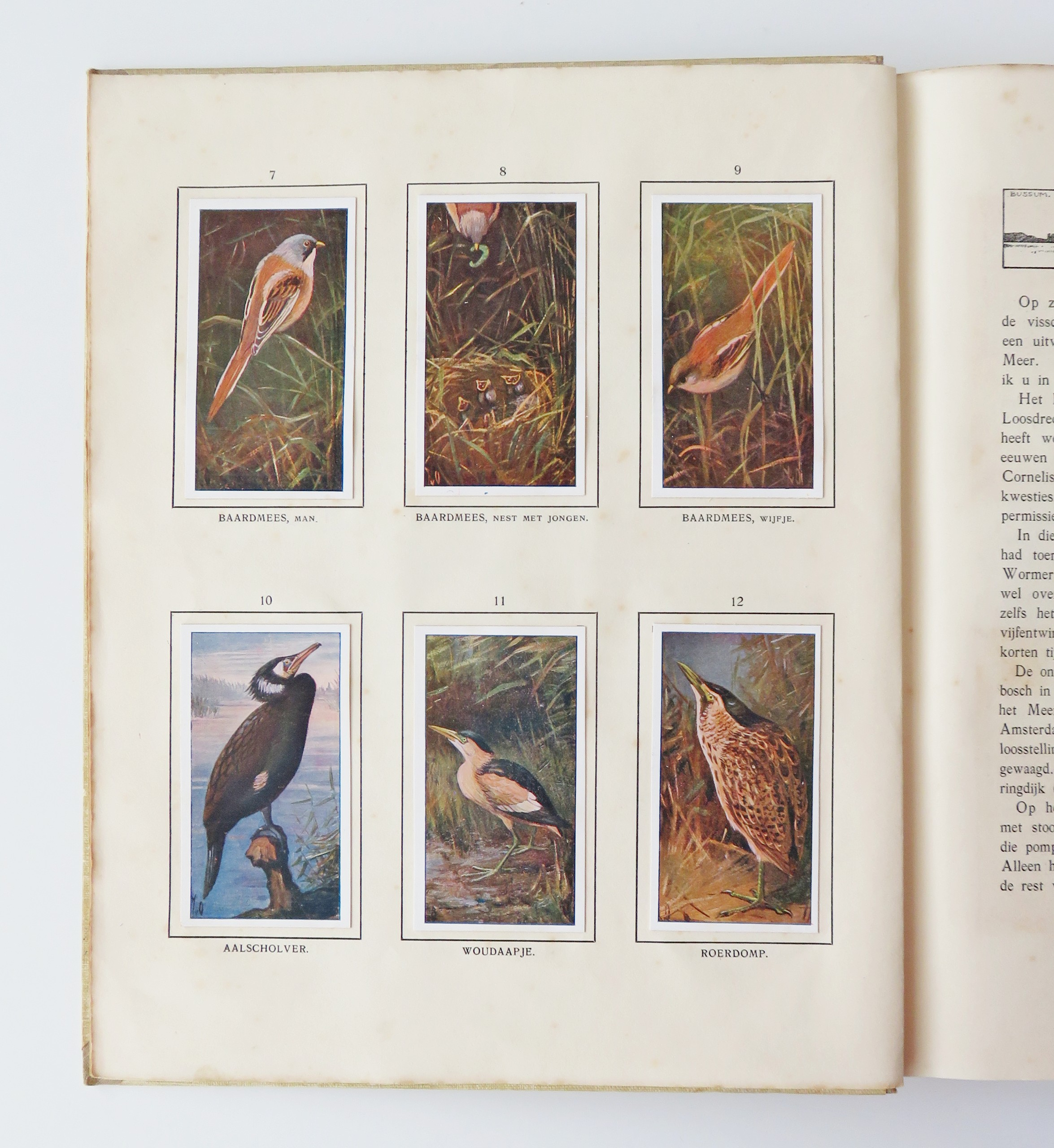
Plaatjes van Jan van Oort in het Verkade-album Het Naardermeer van Jac. P. Thijsse.

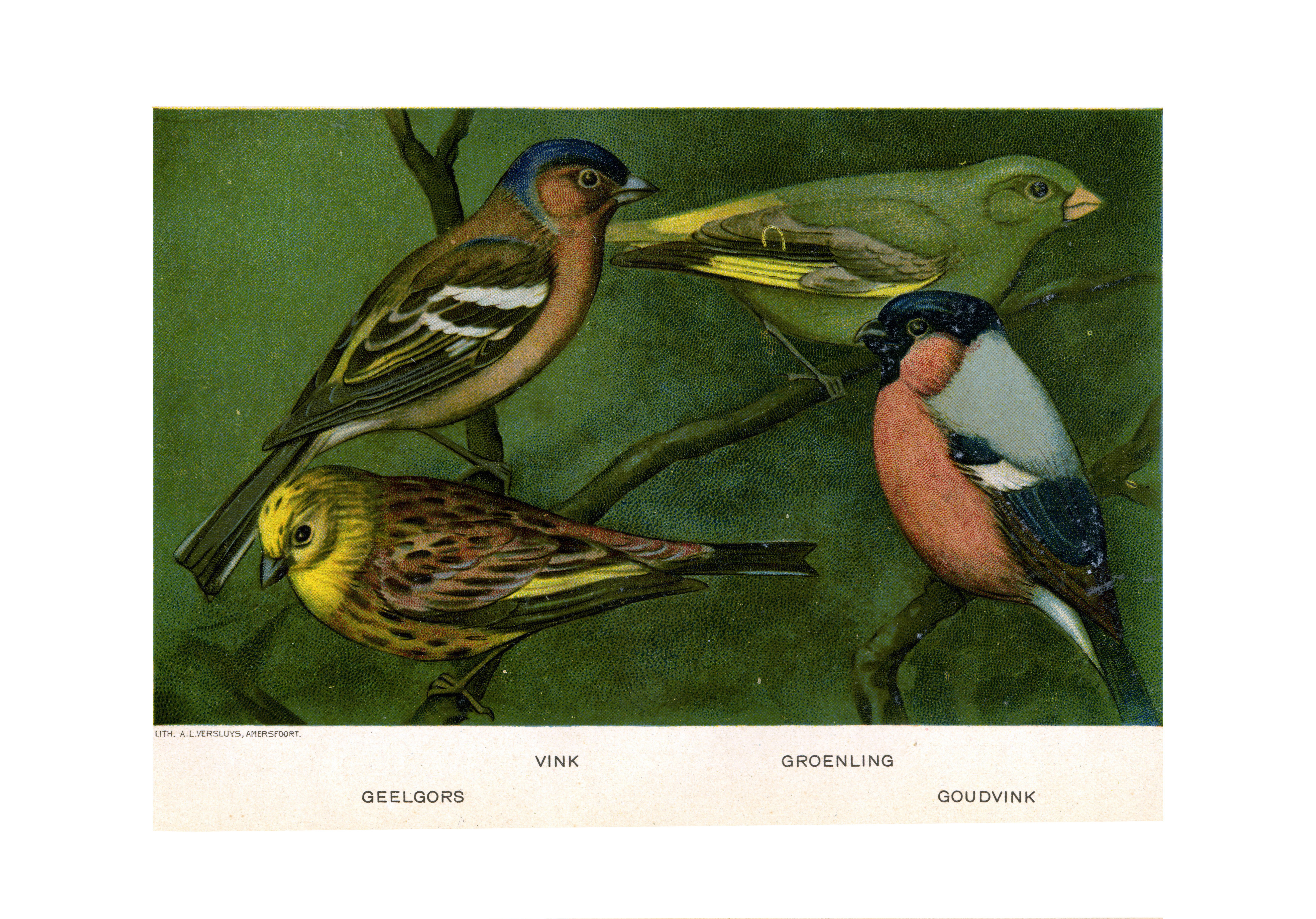
Serie van 15 afbeeldingen van Jan van Oort voor Het Vogelboek van Jac. P. Thijsse

Johan Michiel (Jan) van Oort (Sluis, 29 mei 1867 - Geldrop, 12 oktober 1938) was een Nederlandse kunstschilder en illustrator. Hij schilderde, aquarelleerde en tekende.

## Biografie
Jan van Oort was een oudere broer van Eduard Daniël van Oort, de latere Leidse hoogleraar, ornitholoog en directeur van het Rijksmuseum van Natuurlijke Historie te Leiden.
Jan kreeg zijn eerste tekenlessen van Jozef Hoevenaar en studeerde van 1883 tot 1888 aan de Rijksacademie voor Beeldende Kunsten in Amsterdam, waar hij les kreeg van August Allebé en Barend Wijnveld.
Na de jaren op de Rijksacademie woonde en werkte Jan van Oort achtereenvolgens in Den Haag, Amsterdam en Beverwijk. Vanaf 1913 woonde hij in Geldrop. Zijn vrouw Rosalia M.W.C. Knaapen was daar geboren.
Dieren hebben altijd een grote rol in zijn werk gespeeld. Daaraan zullen ook de regelmatige bezoeken aan Artis wel hebben bijgedragen. Studenten van de Rijksacademie hadden daar gratis toegang. Samen met Marie Kelting schilderde hij de naambordjes bij de dierenverblijven. Hij leverde ook een potloodtekening met aquarel voor het Liber Amicorum van Artis-directeur Coenraad Kerbert in 1915.
Hij is vooral bekend geworden als een van de schilders van de plaatjes voor de Verkade-albums van Jac. P. Thijsse. Hij schilderde in de periode 1906-1913 voor acht albums: Lente, Zomer, Herfst en Winter, Blonde Duinen, Bonte Wei, Bosch en Heide en voor Het Naardermeer. De jaargetijden-albums hadden aquarellen, in Het Naardermeer koos hij voor olieverf, waardoor de afbeeldingen wat zwaar en grof aandoen.
Al vanaf 1901 had hij "fijnzinnige, zij het soms wat stijve" illustraties geleverd voor werk van Thijsse (en Heimans): in 1901 voor In het Bosch, een deeltje van de reeks 'Van vlinders, bloemen en vogels'; in 1904 voor Het Vogeljaar; deze laatste tekeningen zijn ook opgenomen in Het Vogelboekje (1912). Daarnaast verzorgde hij illustraties in de eerste jaargangen van het tijdschrift De Levende Natuur.
Op zijn zeventigste verjaardag, in 1937, was in Geldrop een tentoonstelling gewijd aan zijn werk. Dit gebeurde in 1981 opnieuw.
- Biografisch Portaal: 74102736
- Stuttgart Database of Scientific Illustrators 1450–1950: 9628
- International Standard Name Identifier: 0000 0003 9344 2862
- Nederlandse Thesaurus van Auteursnamen: 067828906
- RKD-Nederlands Instituut voor Kunstgeschiedenis: 89365
- Virtual International Authority File: 287723008
- WorldCat: E39PBJjMwxJB7kkFdVYWMhw3cP